# 益田弘
益田 弘（ますだ ひろし、1901年10月23日 - 没年不明）は、日本の陸上競技選手。

## 経歴
父は実業家の益田英作であり、三井財閥の益田孝の甥にあたる。慶應義塾には幼稚舎から入っていた「純粋の三田っ子」で、普通部時代から競走部で活躍した。
父は「紅艶」の号を持つ数寄者として知られる一方、スポーツも好み、弘を支援した。練習施設が十分ではなかったこの時代に、目黒の自宅に運動場が設けられ、弘はやり投げの練習に打ち込むことができたという。
慶應義塾大学在学中に、1920年アントワープオリンピックで男子五種競技に出場した（オリンピックでの日本代表選手の近代五種競技参加は本大会が初）。しかし直前の練習で脚部を負傷し、大会本番では途中棄権した。
1932年、目黒不動（瀧泉寺）に隣接していた旧宅地を公園用地として東京市に寄贈した。現在の目黒不動公園である。

## 備考
- アントワープオリンピックにテニスで出場した熊谷一弥（慶應義塾大学OB）とともに、慶應義塾出身者初のオリンピック選手の一人である[7][注釈 2]。
- 陸上競技のほか、水泳[注釈 3]やラグビー[注釈 4]も水準以上の万能選手であった[3]。